# Wybrzeże lagunowe

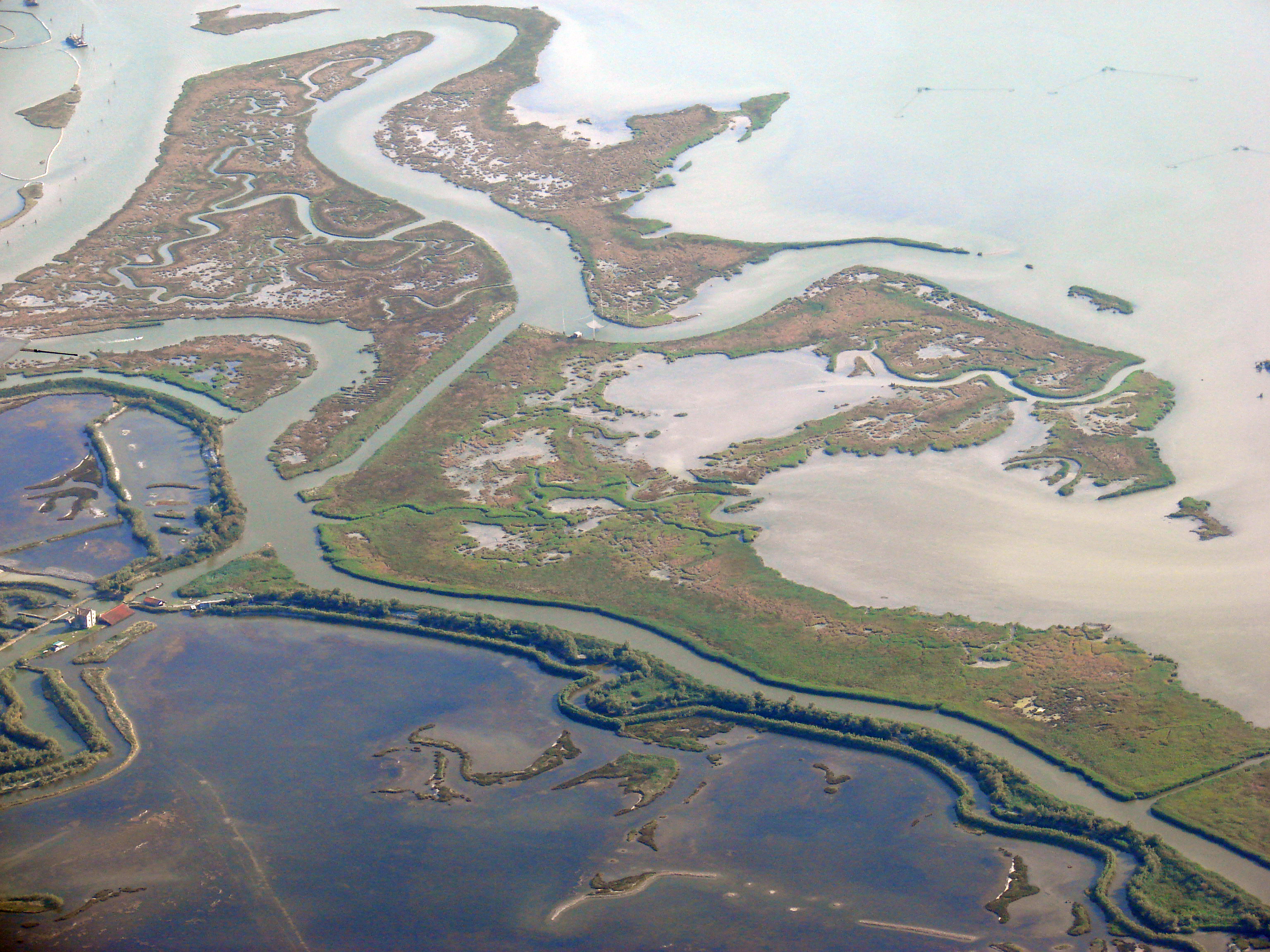
Przykład wybrzeża lagunowego - Zatoka Wenecka

Wybrzeże lagunowe – wybrzeże wyróżniające się piaszczystym wałem, zwanym lido, nadbudowanym od strony morza przez fale. Lido, wynurzając się z morza, odcina część zatoki, powstaje wówczas płytka i słabo zasolona laguna (np. Zatoka Wenecka). Z czasem laguna wypłyca się i tworzą się na niej wyspy. W niektórych przypadkach w okresie przypływu dno laguny znajduje się pod powierzchnią wody, a na czas odpływu wynurza się, tworząc tzw. watty. Wybrzeża lagunowe występują w Zatoce Weneckiej, na zachodnim wybrzeżu Włoch i Morza Azowskiego, a także na wschodzie Florydy.